# Ca l'Hortet
Ca l'Hortet és una casa de Selvanera, al municipi de Torrefeta i Florejacs (Segarra), inclosa a l'Inventari del Patrimoni Arquitectònic de Catalunya.

## Descripció
Edifici de dues plantes. A la façana nord, la que dona al carrer Sant Antoni, hi ha una entrada acabada en arc rebaixat i porta de fusta de doble batent. Al pis següent hi ha dues finestres.
La façana oest està tapada per un altre edifici. La façana est està pràcticament ocupada per un edifici annex. La façana sud, que dona a un jardí, té una entrada a la planta baixa i a la seva dreta hi ha una finestra. Al pis següent, hi ha dues grans finestres a la part dreta amb llinda de fusta i una de més petita a l'esquerra de la façana. La coberta és de dos vessants (Nord-Sud) acabada en teules.
Té una piscina coberta i un edifici annex, adjunt a l'est de la casa, amb una gran porta metàl·lica. A sobre té una finestra amb ampit.